# 密線鏟頭沫蟬
密線鏟頭沫蟬（学名：Clovia multilineata）为尖胸沫蟬科鏟頭沫蟬屬下的一个种。